# Dżafirat Ghazal
dżafirat Ghazal (arab. جفيرة غزال) – wieś w Syrii, w muhafazie Aleppo. W 2004 roku liczyła 643 mieszkańców.